# Stenophylla lobivertex
Stenophylla lobivertex — вид богомолів родини Acanthopidae. Поширений в Еквадорі та Перу.

## Спосіб життя
Мешкає у тропічних дощових лісах.
Розмножується з серпня по листопад. На спині у самиць розташована залоза, яка у сезон розмноження наповнюється гемолімфою і перетворюється в Y-подібну структуру блакитно-зеленого кольору, завдовжки шість міліметрів. Залоза виробляє феромон і допомагає комасі знаходити пару в умовах низької щільності популяції. за життя самиця відклає від трьох до п'яти оотек, в кожній з яких не більше 30 яєць, і піклується про них до моменту виходу потомства.